# Colossendeis insolitus
Colossendeis insolitus is een zeespin uit de familie Colossendeidae. De soort behoort tot het geslacht Colossendeis. Colossendeis insolitus werd in 1993 voor het eerst wetenschappelijk beschreven door Pushkin. 